# 沼ノ原山
沼ノ原山（ぬまのはらやま）は、北海道の上川郡新得町にある標高1,505.7mの山である。山頂には二等三角点「湯ノ上山」が設置されている。

## 概要
石狩山地を構成する表大雪の東端部、トムラウシ山と石狩岳の間に位置する。山頂北部は平坦な溶岩台地に沼ノ原湿原と呼ばれる高層湿原が形成されており、大沼をはじめとした大小様々な池塘を抱えた面積約52haの湿原で「大雪山の奥座敷」と呼ばれている。沼ノ原山は沼ノ原台地の南端から伸びる尾根の先端部にある。

## 登山
沼ノ原山山頂へ通じる登山道はないため藪漕ぎをして登る必要があるが、沼ノ原との鞍部までは南北両方側から登山道が整備されている。しかし南側のヌプントムラウシ温泉へ通じるヌプントムラウシ林道は大規模災害により2024年現在も復旧されていないため長距離になるほか不明瞭箇所もあるため容易ではなく、現在は主に北側のクチャンベツ川沿いを歩く登山道が主流となっている。クチャンベツ沼ノ原登山口からは沼ノ原湿原へ登り、五色岳・石狩岳への2つの分岐を通過した後ヌプン小屋へ向かう登山道へと入ってから鞍部をそのまま尾根伝いで登る。